# Aartsbisdom Passo Fundo

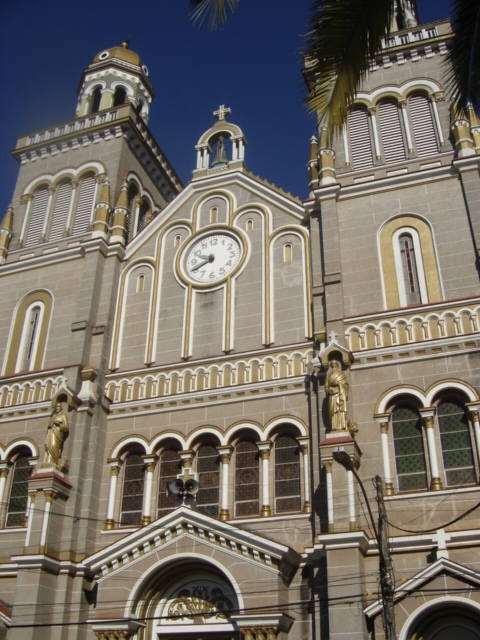
Kathedraal van Passo Fundo

Het aartsbisdom Passo Fundo (Latijn: Archidioecesis Passofundensis; Portugees: Arquidiocese de Passo Fundo) is een in Brazilië gelegen rooms-katholiek aartsbisdom met zetel in de stad Passo Fundo in de staat Rio Grande do Sul. De aartsbisschop van Passo Fundo is metropoliet van de kerkprovincie Passo Fundo waartoe ook de volgende suffragane bisdommen behoren:
- Bisdom Erexim
- Bisdom Frederico Westphalen
- Bisdom Vacaria

## Geschiedenis
Het bisdom Passo Fundo werd opgericht door paus Pius XII op 10 maart 1951. Het gebied was daarvoor onderdeel van het bisdom Santa Maria. het bisdom werd suffragaan aan het aartsbisdom Porto Alegre. Op 22 mei 1961 werd een deel van het gebied van het bisdom afgestaan voor de oprichting van het nieuwe bisdom Frederico Westphalen. Op 27 mei 1971 gebeurde dit nogmaals voor de vorming van het bisdom Erexim.
Op 13 april 2011 werd het bisdom verheven tot aartsbisdom.

## (Aarts)bisschoppen van Passo Fundo

### Bisschoppen
- 1951–1981: João Cláudio Colling (vervolgens aartsbisschop van Porto Alegre)
- 1982–1999: Urbano José Allgayer
- 1999–2011: Pedro Ercílio Simon (vanaf 2011 aartsbisschop)

### Aartsbisschoppen
- 2011–2012: Pedro Ercílio Simon (tot 2011 bisschop)
- 2012-2015: Antônio Carlos Altieri
- 2015-heden: Rodolfo Luís Weber